# Berchtesgadener Ache
Berchtesgadener Ache är ett vattendrag i Österrike, på gränsen till Tyskland. Det ligger i den centrala delen av landet, 250 kilometer väster om huvudstaden Wien.
Omgivningarna runt Berchtesgadener Ache är en mosaik av jordbruksmark och naturlig växtlighet. Runt Berchtesgadener Ache är det ganska tätbefolkat, med 83 invånare per kvadratkilometer.